# Rýnský spolek
Rýnský spolek (německy Rheinbund), oficiální název však byl Konfederované státy rýnské z doslovné francouzštiny (francouzsky États confédérés du Rhin, běžně také francouzsky Confédération du Rhin), vznikl v západní části bývalé Svaté říše římské, která zanikla po 844 letech v roce 1806.
Rozpad říše a vytvoření Rýnského spolku bylo zaviněno porážkou říšských vojsk Napoleonem v prosinci roku 1805 v bitvě u Slavkova nazývanou také bitvou tří císařů. Po této bitvě byl uzavřen bratislavský mír, kde se právě František II. zřekl titulu římského císaře a ponechal si pouze titul rakouského císaře (stal se tedy Františkem I.). V říjnu 1806 po francouzském pokoření Pruska přistoupily do Rýnského spolku i státy středního a severního Německa. Do roku 1808 přistoupilo k Rýnskému spolku dalších dvacet států a státečků a dosáhl svého největšího rozmachu.
Pouze státy Rakousko, Prusko, knížectví Holštýnsko náležející k Dánsku a švédské Pomořansko zůstaly mimo spolek. Knížectví Erfurt bylo anektováno přímo Francií a tvořilo tak francouzskou enklávu uvnitř Německa.
V roce 1810 byla velká část severozápadního Německa s územím mezi řekami Emže, Vezera a Labe přičleněna k Francii, kvůli utužení kontinentální blokády. K rýnskému spolku náleželo skrz personální unii se Saskem také Varšavské velkoknížectví. Celkem zahrnoval spolek 325 752 čtverečních kilometrů s 14 608 877 obyvateli.
Rýnský spolek zanikl po porážce francouzských jednotek na podzim roku 1813, kdy se většina jeho členů pod tlakem spojeneckého postupu na západ přidala na stranu spojenců, nebo byla vojensky okupována spojeneckými vojsky.
Rýnský spolek byl roku 1815 po vídeňském kongresu nahrazen Německým spolkem.

## Členské státy
- 4 království
- 5 velkovévodství (velkoknížectví)
- 13 vévodství
- 17 knížectví

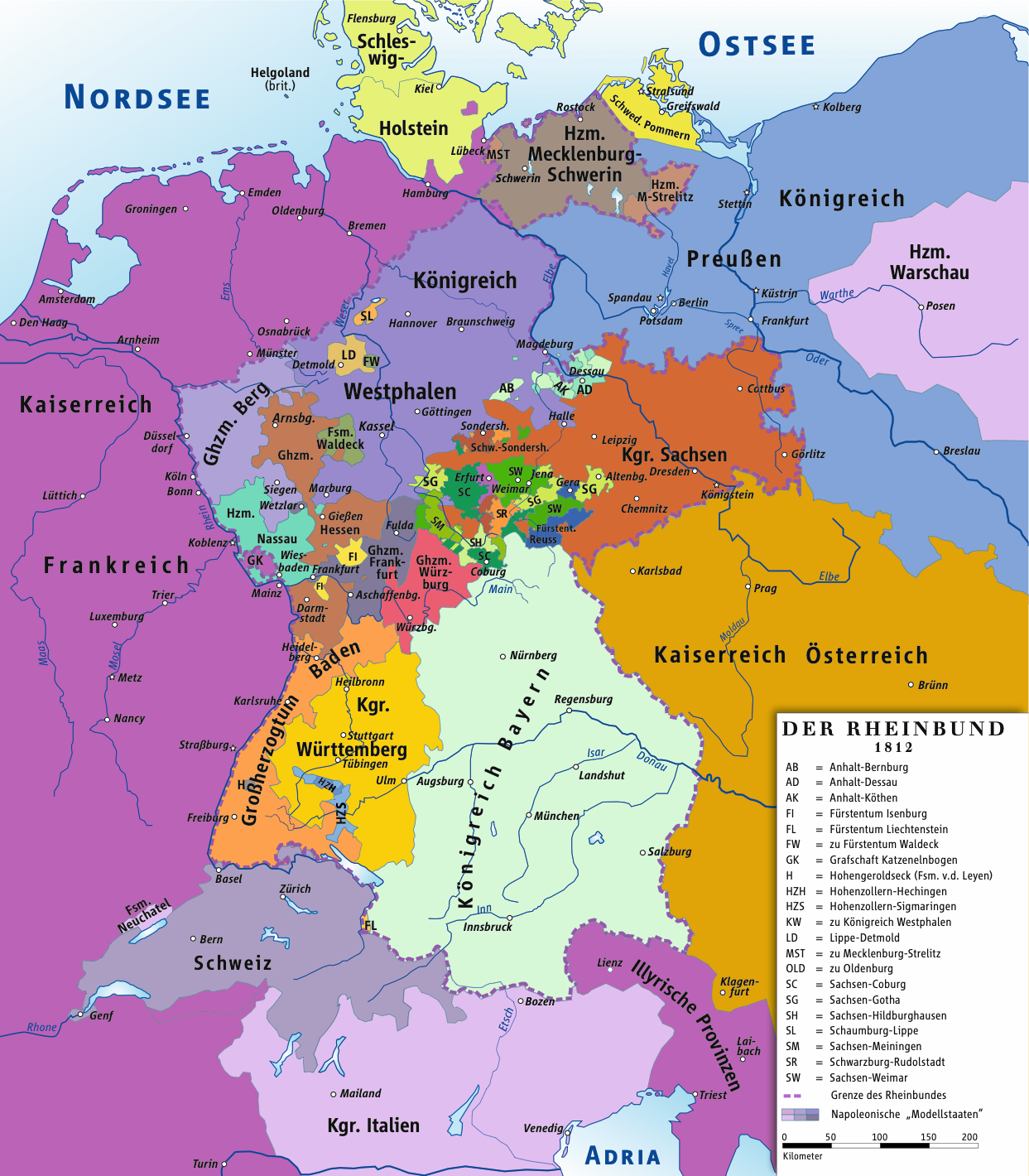
Mapa rýnského spolku se státy které ho tvořily

- Hansovní města Hamburg, Lübeck a Brémy.

### Království
- Bavorské království – spoluzakladatel, připojilo se 12. 7. 1806
- Württemberské království – spoluzakladatel, připojilo se 12. 7. 1806
- Saské království – připojilo se 11. 12. 1806
- Vestfálské království – připojilo se 15. 11. 1807, vytvořeno Napoleonem

### Velkovévodství
- Bádenské velkovévodství – spoluzakladatel, připojilo se 12. 7. 1806
- Velkovévodství Berg – spoluzakladatel, připojilo se 12. 7. 1806
- Hesensko-darmstadtské velkovévodství – spoluzakladatel, připojilo se 12. 7. 1806
- Würzburské velkovévodství – spoluzakladatel, připojilo se 12. 7. 1806
- Frankfurtské velkovévodství – připojilo se 12. 7. 1810

### Vévodství
- Nasavské vévodství – spoluzakladatel, připojilo se 12. 7. 1806
  -  Nasavsko-Usingen – spojeno 30. 8. 1806
  -  Nasavsko-Weilburg – spojeno 30. 8. 1806
- Meklenbursko-střelické vévodství – spoluzakladatel, připojilo se 12. 7. 1806
- Meklenbursko-zvěřínské vévodství – spoluzakladatel, připojilo se 12. 7. 1806
- Oldenburské vévodství – připojilo se 14. 10. 1808, anektováno Francií 13. 12. 1810

### Knížectví
- Řezenské knížectví – spoluzakladatel, připojilo se 12. 7. 1806
- knížectví Leyen – spoluzakladatel, připojilo se 12. 7. 1806
- Lichtenštejnské knížectví – spoluzakladatel, připojilo se 12. 7. 1806
- knížectví Lippe-Detmold – spoluzakladatel, připojilo se 12. 7. 1806
- knížectví Reuss-Ebersdorf – připojila se 11. 4. 1807
- knížectví Reuss-Greiz
- knížectví Reuss-Lobenstein
- knížectví Reuss-Schleiz
- Schaumbursko-lippské knížectví